# Teresa Stachowicz-Stencel
Teresa Brygida Stachowicz-Stencel – polska onkolog, hematolog, pediatra dziecięca i prof. dr hab. nauk medycznych.

## Życiorys
W 1991 ukończyła studia medyczne w Akademii Medycznej w Gdańsku. 17 kwietnia 1997 uzyskała doktorat dzięki pracy pt. Ocena aktywności enzymów: katalazy, peroksydazy glutationowej, dysmutazy nadtlenkowej i ceruloplazminy u dzieci dotkniętych chorobą nowotworową w uzależnieniu od stopnia jej zaawansowania i uzyskanej odpowiedzi na leczenie, a 7 listopada 2013 habilitację na podstawie rozprawy zatytułowanej Zachowanie się bariery antyoksydacyjnej i jelitowej u dzieci z chorobą nowotworową i ocena zależności pomiędzy nimi. Pełni funkcje adiunkta Katedry i Kliniki Pediatrii Hematologii i Onkologii na Wydziale Lekarskim Gdańskiego Uniwersytetu Medycznego. W 2023 roku uzyskała tytuł profesora nauk medycznych.
Jest recenzentem 4 prac doktorskich.